# 莊朝勝
莊朝勝（2003年2月9日—）為臺灣男子籃球運動員，現效力於P. LEAGUE+台鋼獵鷹。
莊朝勝為泰雅族人，出身宜蘭縣南澳鄉，自羅東國中畢業後因為同學是光復高中籃球隊教練陳定杰的姪子才到光復讀書，並在高一就拿到高中籃球聯賽球衣，於2021年加入政大雄鷹。2024年7月12日，莊朝勝在P. LEAGUE+新人選秀會第二輪第一順位獲得高雄17直播鋼鐵人青睞。7月19日，鋼鐵人宣布與莊朝勝完成簽約。2025年7月15日，台鋼獵鷹與高雄鋼鐵人完成現金交易，得到莊朝勝。
籃球運動員林恩宇是莊朝勝的表弟。

## 外部連結
- 莊朝勝在P. LEAGUE+官網
- 莊朝勝在Eurobasket.com（球員）（英语）
- 莊朝勝在Flashscore（英语）